# Fontaine de la Colonne
La fontaine de la Colonne est une fontaine située à Riez, en France.

## Localisation
La fontaine est située sur la commune de Riez, dans le département français des Alpes-de-Haute-Provence.

## Historique
Des actes datant de 1412 la nomment « fontaine ronde ».
L'édifice est classé au titre des monuments historiques en 1921.